# Xã Foster, Quận Big Stone, Minnesota
Xã Foster (tiếng Anh: Foster Township) là một xã thuộc quận Big Stone, tiểu bang Minnesota, Hoa Kỳ. Năm 2010, dân số của xã này là 112 người.